# Begraafplaats van Wijnegem
De Begraafplaats van Wijnegem is een gemeentelijke begraafplaats in de Belgische gemeente Wijnegem in de provincie Antwerpen. De begraafplaats ligt aan de Turnhoutsebaan, ruim 200 m ten noordoosten van het gemeentehuis. Ze heeft een onregelmatig grondplan en wordt door een bakstenen muur omsloten. Er is een tweede toegang in de Kosterijstraat. Een centraal pad dat door twee dwarse paden wordt doorkruist verdeelt de begraafplaats in 6 (ongelijke) delen. Recht tegenover de hoofdingang staat een monument ter ere van de gesneuvelde gemeentenaren uit de beide wereldoorlogen.

## Belgische oorlogsslachtoffers

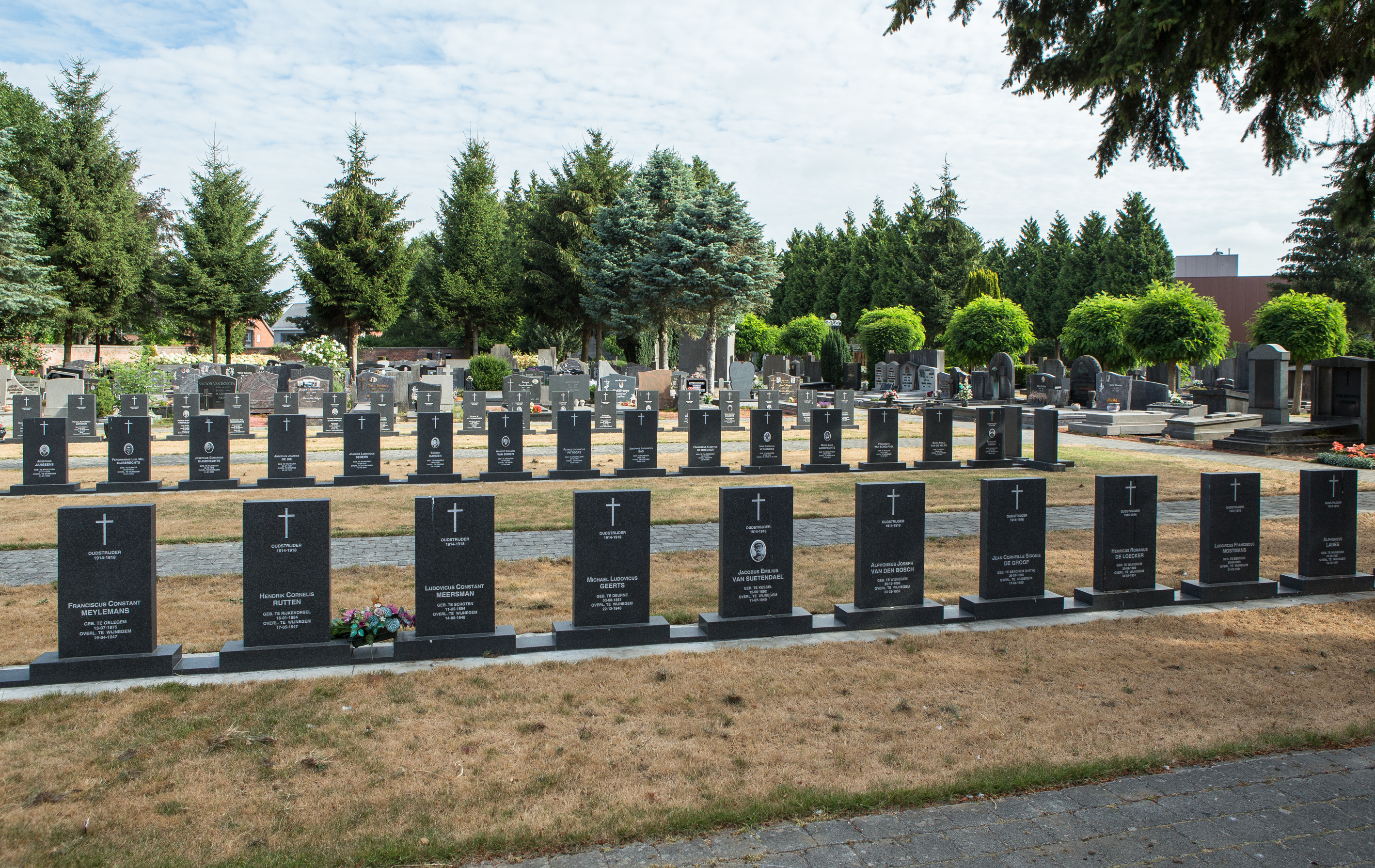
Belgische oorlogsgraven

Vooraan links van het centrale pad bevindt zich een perk met 166 graven van oud-strijders, weggevoerden en burgerslachtoffers uit de beide wereldoorlogen. Hun graven liggen aan weerszijden van zwarte granieten grafzerken die in drie evenwijdige rijen staan opgesteld.

## Brits oorlogsgraf
Tussen de Belgische oorlogsgraven ligt het graf van Norman Walter Gilliland, sergeant-kwartiermeester bij de Royal Canadian Artillery. Hij sneuvelde op 24 september 1944.
Zijn graf wordt onderhouden door de Commonwealth War Graves Commission en staat er geregistreerd onder Wijnegem Communal Cemetery.